# Eurofest 2009
El Eurofest 2009 fue la preselección bielorrusa para el Festival de la Canción de Eurovisión 2009.

## Selección
El plazo para la presentación de candidaturas para el festival transcurrió entre el 6 de octubre y el 20 de noviembre de 2008. Los semifinalistas se anunciaron el 5 de diciembre.
Durante los cástines que se celebraron al acabar el plazo de presentación de candidaturas, un jurado profesional eligió las 15 canciones que se escucharon el 15 de diciembre en la semifinal. El mismo jurado seleccionó las 5 que pasaron a la final del 19 de enero.

## Canciones
| Orden | Intérprete                    | Canción                   | Autores                   |
| ----- | ----------------------------- | ------------------------- | ------------------------- |
| 1     | Alexei Krechet                | "Joy and Freedom"         | V. Ruzov, A. Shenets      |
| 2     | Petr Yelfimov                 | "Eyes That Never Lie"     | P. Yelfimov, V. Prokhozhy |
| 3     | Cola feat. Lidiya Zablotskaya | "Gudok"                   | Gridin, V. Shevchenko     |
| 4     | SingeRin                      | "Don't Think About It"    | K. Dudich                 |
| 5     | Dakota                        | "Tsyabe zabyvayu"         | Dakota, G. Lobodenko      |
| 6     | The Champions                 | "Shake It, Europe"        | Nils, O. Orakposim        |
| 7     | Alex Patlis Band              | "Kto skazal"              | Alex Patlis               |
| 8     | Litesound feat. Dakota        | "Carry On"                | V. Karyakin               |
| 9     | Dominica                      | "This Is My Day"          | S. Sukhomlin, A. Kostugov |
| 10    | Dyada Vanya                   | "Nasha Belarussia "       | I. Vabishchevich          |
| 11    | Veter v Golove                | "Or - Or- And"            | A. Zakharik, G. Galushko  |
| 12    | Anna Blagova & Yury Vashchuk  | "Behind"                  | Y. Vashchuk, A. Zhilina   |
| 13    | Gunesh                        | "Fantastic Girl"          | Gunesh, M. Khaitbayeva    |
| 14    | Victoria Belova               | "Don't Give Up From Love" | A. Klimka, V. Belova      |
| 15    | Venera                        | "Big Game"                | A. Nabeyev                |

## Resultado
En la final, celebrada el 19 de enero, fue elegida ganadora mediante televoto la canción Eyes That Never Lie, interpretada y coescrita por Petr Elfimov. En la primera semifinal del Festival de la Canción de Eurovisión 2009, celebrada el 12 de mayo, quedó clasificada en el puesto 13.º, con 25 puntos, por lo que no se clasificó para la final.